# Rubus suspiciosus
Rubus suspiciosus är en rosväxtart som beskrevs av Menezes. Rubus suspiciosus ingår i släktet rubusar, och familjen rosväxter. Inga underarter finns listade i Catalogue of Life.